# Стёрмер, Фредрик
Хенрик Кристиан Фредрик Стёрмер (норв. Henrik Christian Fredrik Størmer; 19 августа 1839 — 29 декабря 1900) — норвежский инженер, изобретатель, промышленник и предприниматель.

## Биография
Фредрик Стёрмер родился в Тронхейме в семье предпринимателя Хенрика Кристиана Фредрика Стёрмера ст. (1809—1862) и его жены Доротеи Маргрете Хельдаль (1813—1885). Он приходился дядей математику Карлу Стёрмеру (1874—1957), сам же так никогда и не женился.

## Изобретательская и предпринимательская деятельность
Окончив среднюю школу в родном Тронхейме, Стёрмер переехал в Карлсруэ (Германия) учиться в местном технологическом институте. С 1860 по 1862 годы он работал в качестве цехового мастера на промышленном предприятии Myrens Verksted в Кристиании (совр. Осло). В конце 1860-х годов Стёрмер основал две фабрики по производству олифы в Хемне и Тингволле. Вскоре после того, как на смену олифе в Норвегии пришёл парафин, заводы пришлось закрыть. В 1868 году Стёрмер создал фабрику в Тистедалене, на которой производились древесно-угольные брикеты. Позже он запатентовал метод производства, при котором в производстве древесного угля использовались опилки.
В 1890-х годах Стёрмер приобрёл право на владение 17 водопадов в Норвегии, которые планировалось использовать для выработки электроэнергии. В 1893—94 годах начала свою работу комиссия; Она предложила к рассмотрению в Парламенте законопроект j, абандонировании, из-за которого Стёрмеру пришлось продать часть купленных им водопадов.
В конце 1870 х годов во Франции Стёрмер построил фабрику по производству древесного угля в г. Сюрен. В 1878 году Стёрмер был назначен официальным представителем от Норвегии на Всемирной выставке в Париже. По возвращении в конце 1880-х годов в Норвегию Стёрмер начал строительство целлюлозных фабрик в Моссе, Ранхейме и Бамбле. В 1900 году Стёрмер трагически погиб под колёсами трамвая.

## Участие в общественных дебатах
Стёрмер был сторонником принятия Европейской железнодорожной колеи. Писал статьи, выступал с речами, в которых описывал её преимущества и приводил недостатки Капской колеи. В свою очередь, сторонники последней в лице Като Гульдберга и Карла Абрахама Пиля всячески дискредитировать идеи Стёрмера, в результате чего дело дошло до суда, который Пиль и Гульдберг выиграли, однако Стёрмер подал апелляцию и в 1888 году был оправдан.
Несмотря на то, что сам Стёрмер писал на букмоле, в Норвежском языковом конфликте он принял сторону создателя нюнорска Ивара Осена и организации Норегс Моллаг (Noregs Mållag). В своём завещании Стёрмер передавал все свои водопады и патенты издательскому дому Det Norske Samlaget, издававшему литературу на нюнорске.